# John Lipsky
John Lipsky (Cedar Rapids, 1947) is een Amerikaans econoom. Hij was van 15 mei tot 28 juni 2011 waarnemend directeur van het Internationaal Monetair Fonds (IMF), nadat directeur Dominique Strauss-Kahn was gearresteerd omdat hij door een hotelmedewerkster van seksueel misbruik was beschuldigd. Lipsky werd opgevolgd door Christine Lagarde.
Lipsky werd geboren in een joods gezin. Hij volgde de Wesleyan universiteit en Stanford Business School. Na te zijn afgestudeerd werkte hij tien jaar bij het IMF tot hij in 1984 bij Salomon Brothers ging werken. In 1998 stapte hij over naar JPMorgan. Op 1 september 2006 werd hij vice-directeur van het IMF, als opvolger van Anne Krüger.
Lipsky is gehuwd met Zsuzsanna Karasz.
- Gemeinsame Normdatei: 137743238
- International Standard Name Identifier: 0000 0000 2534 517X
- Library of Congress Control Number: n86017778
- Nationale Bibliotheek van Israël: 987007344755705171
- Système universitaire de documentation: 058355383
- Virtual International Authority File: 311797423
- WorldCat: E39PBJtRJ9jw7mT4wpgWTfCfbd